# 福島県道18号白河停車場線
福島県道18号白河停車場線（ふくしまけんどう18ごう しらかわていしゃじょうせん）は、福島県白河市を通る県道（主要地方道）である。

## 概要
白河駅から国道294号の交点までを結ぶ短距離路線である。

### 路線データ
- 総延長：73m[1]
- 実延長：73m[1]
- 起点：福島県白河市郭内（JR東日本 白河駅・福島県道37号白河羽鳥線交点）
- 終点：福島県白河市円明寺（国道294号交点）※白河市向新蔵から同市円明寺までは未開通

## 歴史
- 1954年1月20日 - 建設省告示第16号が公布され、福島県道白河停車場線が主要地方道白河停車場線に指定される。
- 1954年（昭和29年）3月24日 - 福島県によって現行の県道路線に認定される[2]。
- 1993年（平成5年）5月11日 - 建設省から、県道白河停車場線が白河停車場線として主要地方道に指定される[3]。
- 2014年（平成24年）3月23日 - 福島県により当県道として整備されていた都市計画道路白河駅白坂線大工町工区（市道大工町一番町線から谷津田川までの全長200 m）が開通[4]。既整備区間（県道37号から国道294号を経て市道大工町一番町線までの全長200 m）を含め県管理路線であるが、道路現況には国道294号以南については記載されていない。当区間には白河駅越しに白河小峰城御三階櫓を仰げることから小峰通りの愛称がつけられた。2020年3月には更に南進し都市計画道路西郷搦目線までの区間の完成が予定されている[要出典]。
- 2021年（令和3年）10月5日 - 県道白河停車場線に白河市向新蔵から白河市円明寺までの区域を追加。[5]

## 地理

### 通過する自治体
- 白河市

### 交差する道路
- 福島県道37号白河羽鳥線（白河市郭内、起点）
- 国道294号旧道（白河市中町）
- 国道294号白河バイパス（白河市円明寺、終点）

### 沿線にある施設など
- JR東日本 東北本線 白河駅